# Filialkirche Göming

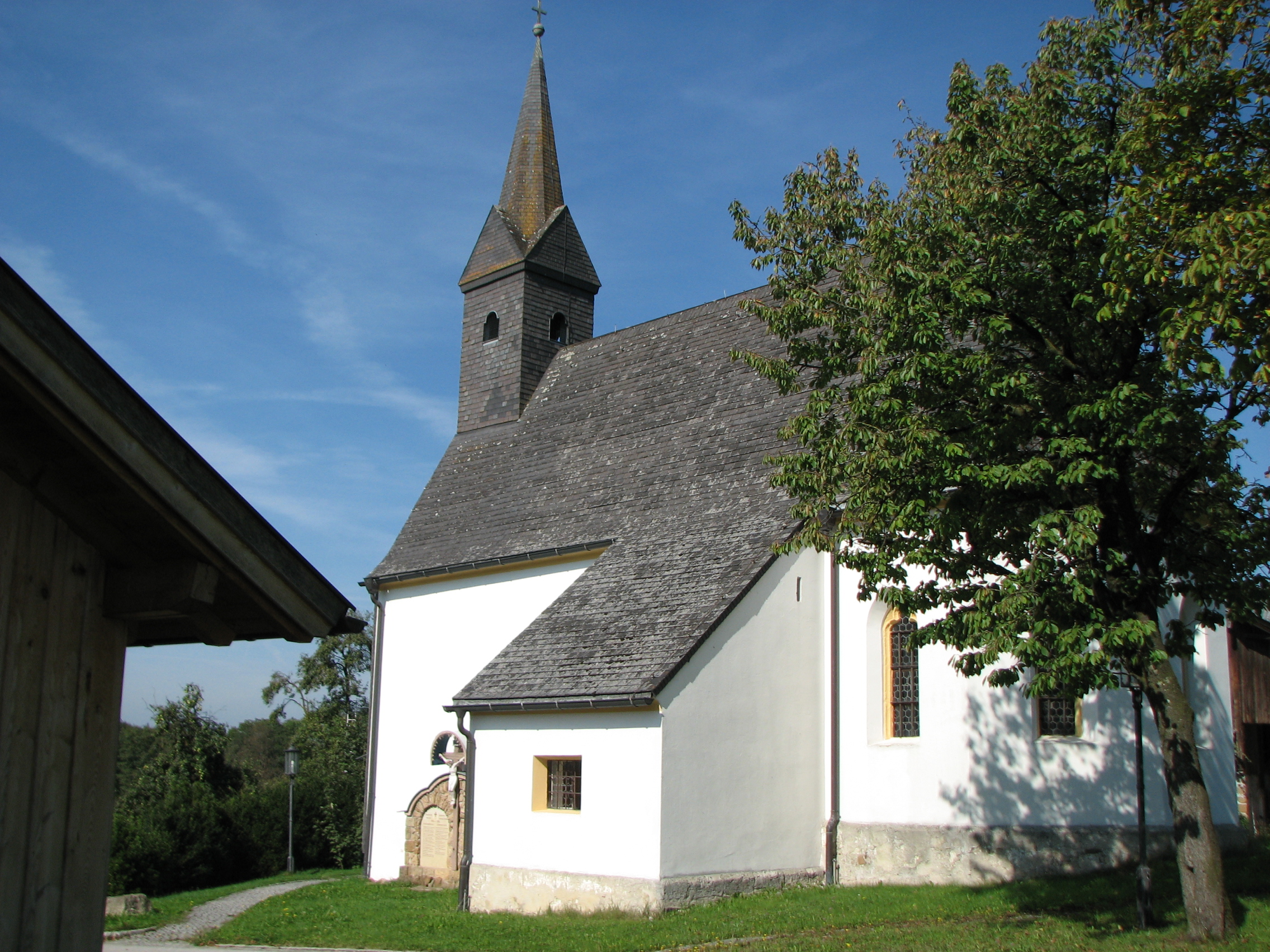
Filialkirche Göming

Die Filialkirche Göming ist eine zur römisch-katholischen Pfarre Oberndorf bei Salzburg gehörende, dem heiligen Maximilian geweihte Filialkirche in der an Oberndorf angrenzenden Gemeinde Göming (Bezirk Salzburg-Umgebung). Der vorwiegend aus dem 15. Jahrhundert stammende Bau geht auf das 11. Jahrhundert zurück. Er befindet sich im Ortsteil Kirchgöming und steht unter Denkmalschutz. Um die Kirche rankt sich die Legende, dass der heilige Wolfgang dort in einem Stein einen Fußabdruck hinterlassen habe.

## Geschichte
Archäologische Funde belegen, dass die Gegend um Göming bereits seit vorgeschichtlicher Zeit besiedelt ist. Das Patrozinium des heiligen Maximilian verweist auf die Möglichkeit, dass an der Stelle bereits im Frühmittelalter ein Kirchenbau gestanden haben könnte. Der Ort Göming ist urkundlich erstmals 1090 als Gebeningen, später als Gebming erwähnt.
Man vermutet, dass die damals ritterlichen Herren von Gebeningen (in der Gegend ansässig vom 11. bis zum 14. Jahrhundert) einen kleinen Kirchenbau als Eigenkirche oder Burgkapelle für ihren Ansitz errichtet haben. Jedenfalls finden sich als älteste Spuren Fundamentreste einer Apsis, die auf das 11. Jahrhundert zurückgehen.
Die Kirche war seit dem Beginn der entsprechenden Aufzeichnungen bis 1816 eine Filiale der Stiftskirche Laufen. Angeblich soll die Kirche erstmals im Testament eines Sigloch Strudl oder Sigloch an der Brücke, einem Laufener Handelsschiffer, aus dem Jahr 1347 erwähnt sein, der allen Laufener Filialkirchen (in Niederheining, Leobendorf und Göming) ein kleines Vermächtnis hinterließ. Das Dokument ist allerdings zumindest seit dem frühen 20. Jahrhundert nicht auffindbar.
Gesichert erscheint als frühe Erwähnung das Jahr 1435, als ein Umbau der Kirche stattfand. Am 22. August 1442 weihte der Salzburger Erzbischof Friedrich IV. die Kirche. Gleichzeitig verlegte er das Kirchweihfest auf den ersten Sonntag nach dem 15. Juli (dem Tag der Apostelteilung). Um 1470 erhielt die Kirche ihr erstes Geläute, eine Glocke trug die Inschrift „Ave Maria gracia plena“ (Gegrüßest seist du, Maria, voll der Gnade). Gegossen wurde sie vom Salzburger Glockengießer Jörg Gloppichler.
Messen fanden in der Kirche in der Vergangenheit besonders zu einigen kirchlichen Festtagen, am Patroziniumstag, am Tag der Kirchweih oder zu Erntedank statt. Auch gab es im Sommer mehrere Wettermessen, bei denen um gute Ernte gebeten wird. Im 17. und 18. Jahrhundert war die Hochblüte der Wallfahrten und Bittprozessionen, so fanden auch solche Gänge zur Göminger Kirche statt. Einen gewissen Stellenwert hatte die Kirche auch hinsichtlich der Seelsorge. Bis heute aber ist eine größere Bedeutung der Göminger Kirche aufgrund der Nähe zur Laufener Stiftskirche bzw. ab 1816 zur ehemaligen Oberndorfer Nikolauskirche und zur jetzigen Pfarrkirche nicht vorhanden.
Unter Hieronymus Colloredo (1772–1803), dem ersten aufgeklärten Salzburger Erzbischof, wurde die Ausübung der vorherigen frommen Volksbräuche sehr beschränkt, und die Göminger Kirche verlor stark an Bedeutung und sollte in der Folge aufgelassen werden. Dennoch setzten sich die Göminger Bewohner für den Erhalt der im Laufe der Zeit heruntergekommenen Kirche ein. Mit der Trennung von Laufen und Oberndorf 1816 kam die Kirche zur neu gegründeten Pfarre Oberndorf. Der erst 1850 eingesetzte erste Pfarrer der Gemeinde, Johann Nepomuk Waibl, veranlasste 1855 eine Sanierung der Kirche, für deren Kosten zu einem beträchtlichen Teil die Göminger Bevölkerung aufkam. Weitere Umbauten und Renovierungen erfolgten in den 1960er Jahren sowie von 1996 bis 1998.
Die Filialkirche Göming im Ortsteil Mittergöming nächst dem Hauptort der Gemeinde ist neben einigen kleinen Haus- oder Ortskapellen weiterhin das einzige Kirchengebäude im Gemeindegebiet.

## Bau und Ausstattung

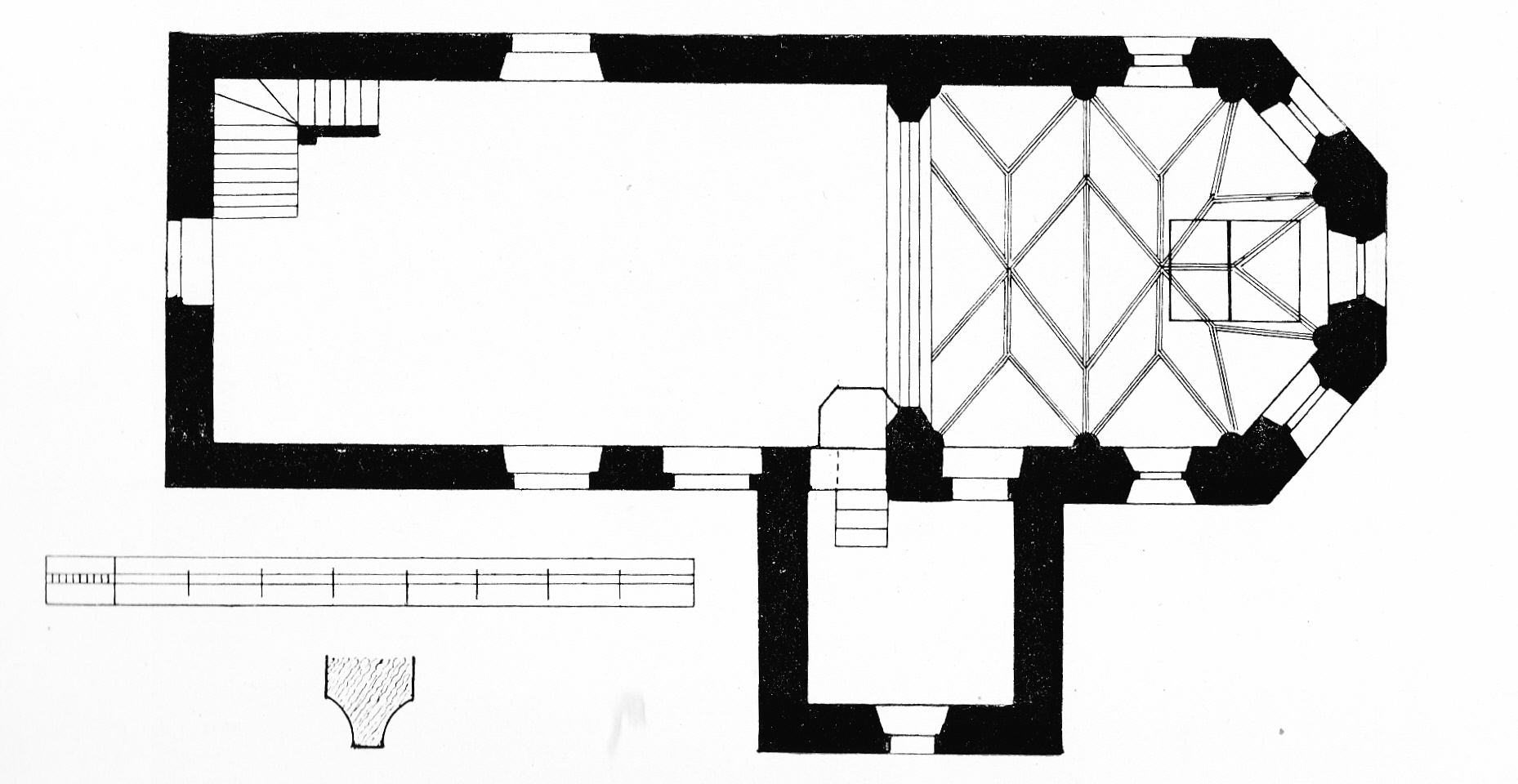
Grundriss der Kirche

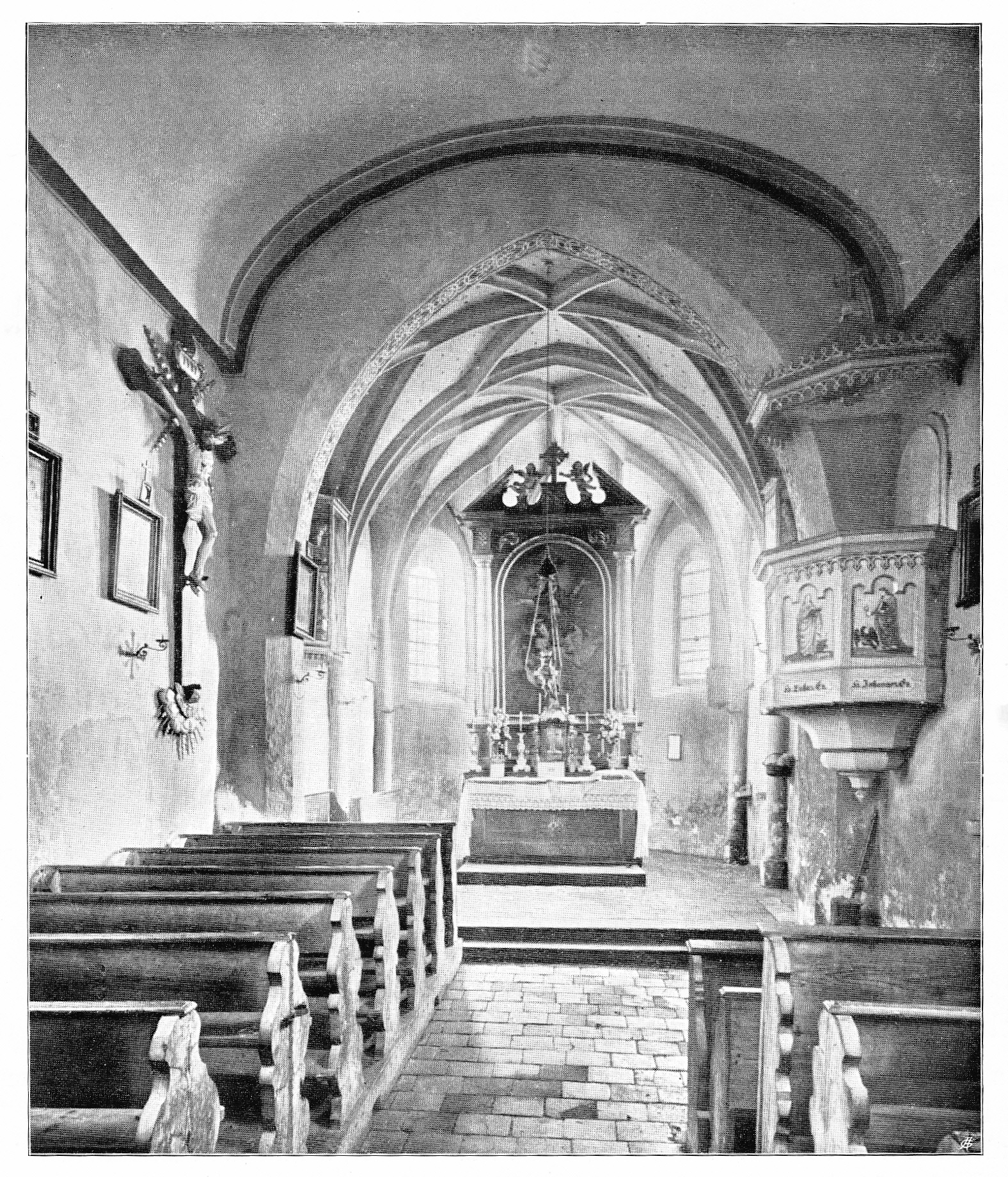
Innenraum in einer Aufnahme von 1913

Der erste Bau aus der Romanik war kleiner als der jetzige, hatte an der Ostseite eine Apsis und an einer Seite drei schießschartenähnliche Fenster. Die Öffnungen wurden beim späteren Umbau zugemauert. Das Kirchenschiff wies vermutlich eine flache Holzdecke auf.
Mit der Erweiterung um 1435 im gotischen Stil hat man die romanische Apsis abgerissen, ihre Fundamente wurden bei einer Renovierung 1997 unter dem Boden entdeckt. An ihrer Stelle wurde ein an das alte Schiff anschließender, gleich breiter und gleich hoher Chor angebaut. Er hat ein Netzrippengewölbe und fünf Fenster mit kleeblattförmigem Maßwerk. Die Oberseite des Kirchenschiffs blieb flach und hatte eine einfache Holzdecke.
Die an der rechten Seite des Kirchengebäudes angefügte Sakristei als jüngster Teil des Baus wurde in der Barockzeit errichtet. hat ein Kreuzrippengewölbe und bot den Zugang zu einer Kanzel.
1674 erhielt die Laufener Malerin Margarethe Magdalena Rottmayrin, Mutter von Johann Michael Rottmayr, den Auftrag, ein neues Fahnenblatt zu malen und den Knopf der Querstange zu vergolden. Ein weiteres Fahnenblatt schuf 1764 der Maler Franz Xaver Pöck. 1676 wurden der Dachreiter für das Geläute und der Dachstuhl erneuert. Ebenfalls aus dem 17. Jahrhundert stammt das Wandkruzifix mit Cherubskopf.
Der barocke Altar ist vermutlich vom Anfang des 18. Jahrhunderts, das Altarbild zeigt den heiligen Maximilian in bischöflicher Kleidung. Im unteren Bildbereich findet sich eine Darstellung der Göminger Kirche ohne Turm, was zur Vermutung führt, dass eine frühere Abbildung als Vorbild gedient haben könnte. Das Bild dürfte ein älteres Gemälde des heiligen Nikolaus abgelöst haben. An der Rückwand des Altars finden sich Inschriften von Wallfahrern und Bittgängern, die älteste stammt aus dem Jahr 1712.
Aus dem Jahr 1855, als eine Gesamtrenovierung vorgenommen wurde, stammt das heutige Tonnengewölbe des Kirchenschiffs, das die alte Holzdecke ersetzte. Von 1964 bis 1969 erfolgten Umbauarbeiten, bei denen erneut der Dachstuhl erneuert wurde. Dabei hat man auch den Dachreiter um zwei Meter erhöht. Eine bis dahin vorhandene neuromanische Kanzel (Entstehungsdatum unbekannt) wurde entfernt.
Letzte Renovierungen erfolgten von 1996 bis 1998. Neben Trockenlegungsarbeiten baute man beim Eingang eine offen Vorhalle. Der Zugang von der Sakristei zur Kanzel wurde zugemauert und die hölzerne Empore (Entstehungsdatum unbekannt) abgerissen. Letztlich wurde ein neuer Steinboden verlegt. Bei den neuen Steinen handelt es sich um diejenigen aus der alten Oberndorfer Nikolauskirche, die um 1910 wegen Baufälligkeit abgerissen wurde. Die Bodensteine waren damals in verschiedene Göminger Bauernhöfe gelangt und wurden nun zur Erneuerung der Kirche von den Bewohnern wieder zur Verfügung gestellt.

## „Fußabdruck des heiligen Wolfgang“

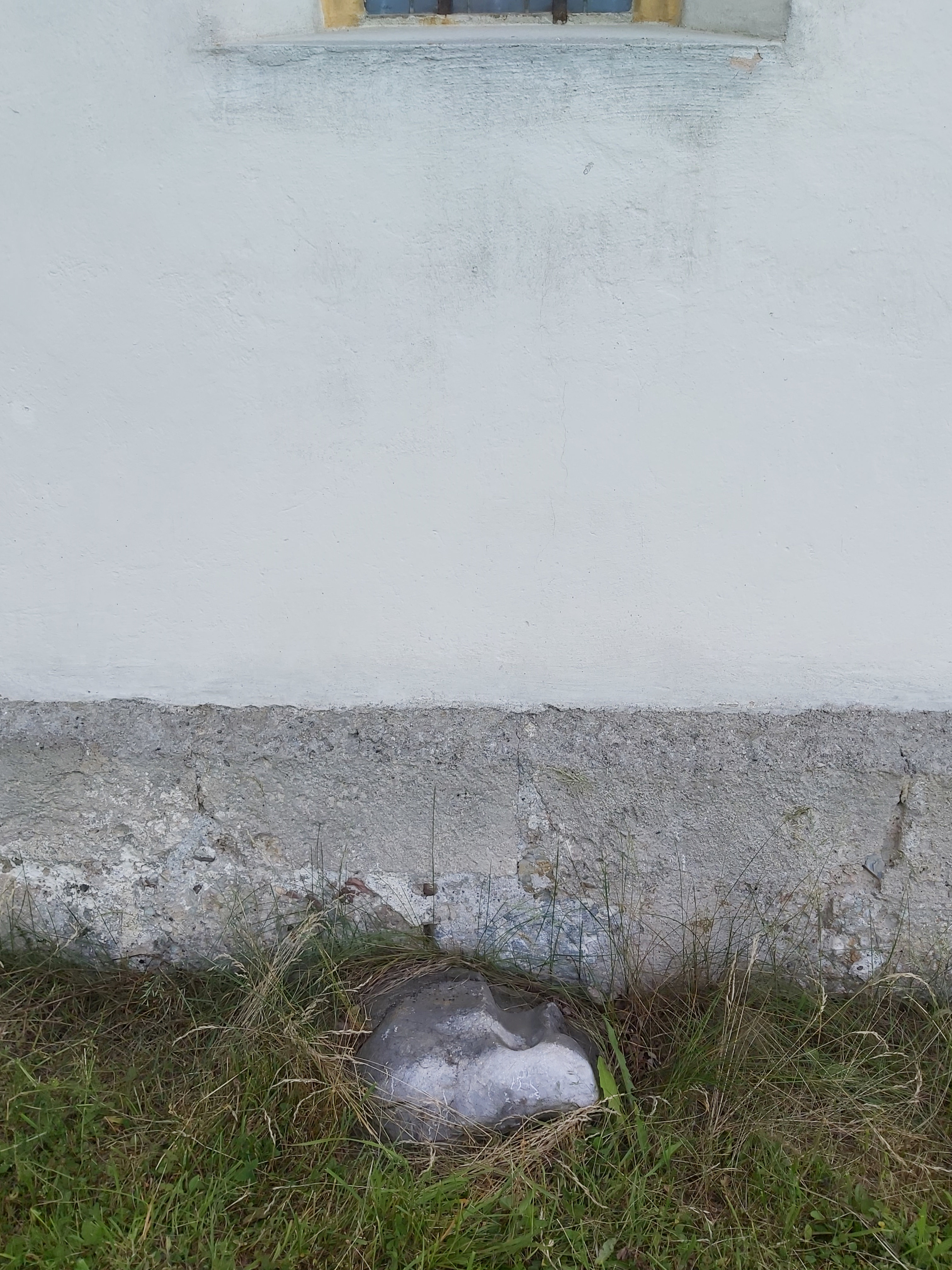
Der Stein mit dem angeblichen Fußabdruck des hl. Wolfgang

Eine Legende besagt, dass der heilige Wolfgang († 994) durch ein Fenster in das Kircheninnere geschaut habe. Dabei habe er, um auf die entsprechende Höhe zu gelangen, einen Fuß auf einen davor befindlichen Stein stellen müssen. Dabei soll der Stein weich geworden sein und einen Fußabdruck hinterlassen haben. Dem Abdruck werden heilende Kräfte nachgesagt: Ein Fußleiden könne gelindert werden, wenn man den kranken Fuß in den Abdruck stellt. Der Stein befindet sich an der Außenseite der Kirche bei der Rundung der Apsis.
Dieser heiliggesprochene Wolfgang von Regensburg lebte im 10. Jahrhundert, die Legende würde somit darauf hindeuten, dass noch vor dem 11. Jahrhundert hier eine Kirche gestanden haben könnte.
Der Fußabdruck des heiligen Wolfgang ist ein Motiv des 2018 eingerichteten Stille-Nacht-Friedenswegs. Der Themenweg beleuchtet verschiedene Aspekte des Friedens und hat bei der Kirche seine zehnte von zwölf Stationen. Mit der übertragenen Bedeutung des Ausdrucks Fußabdruck, der in der Diskussion um Ökologie und Nachhaltigkeit öfters anzutreffen ist, wird bei der Göminger Kirche Friede und Nachhaltigkeit zum Thema gemacht.